# Pípids
Els pípids (Pipidae) o aglossos ("sense llengua"), són una família d'anurs primitius; també són conegudes com a granotes d'ungles. Són un clade compost per tretze espècies que habiten la regió tropical d'Amèrica del Sud (gènere Pipa) i l'Àfrica subsahariana. Es caracteritzen per l'absència de llengua, la presència d'un cos aplanat dorsoventralment i de membranes interdigitals completes.

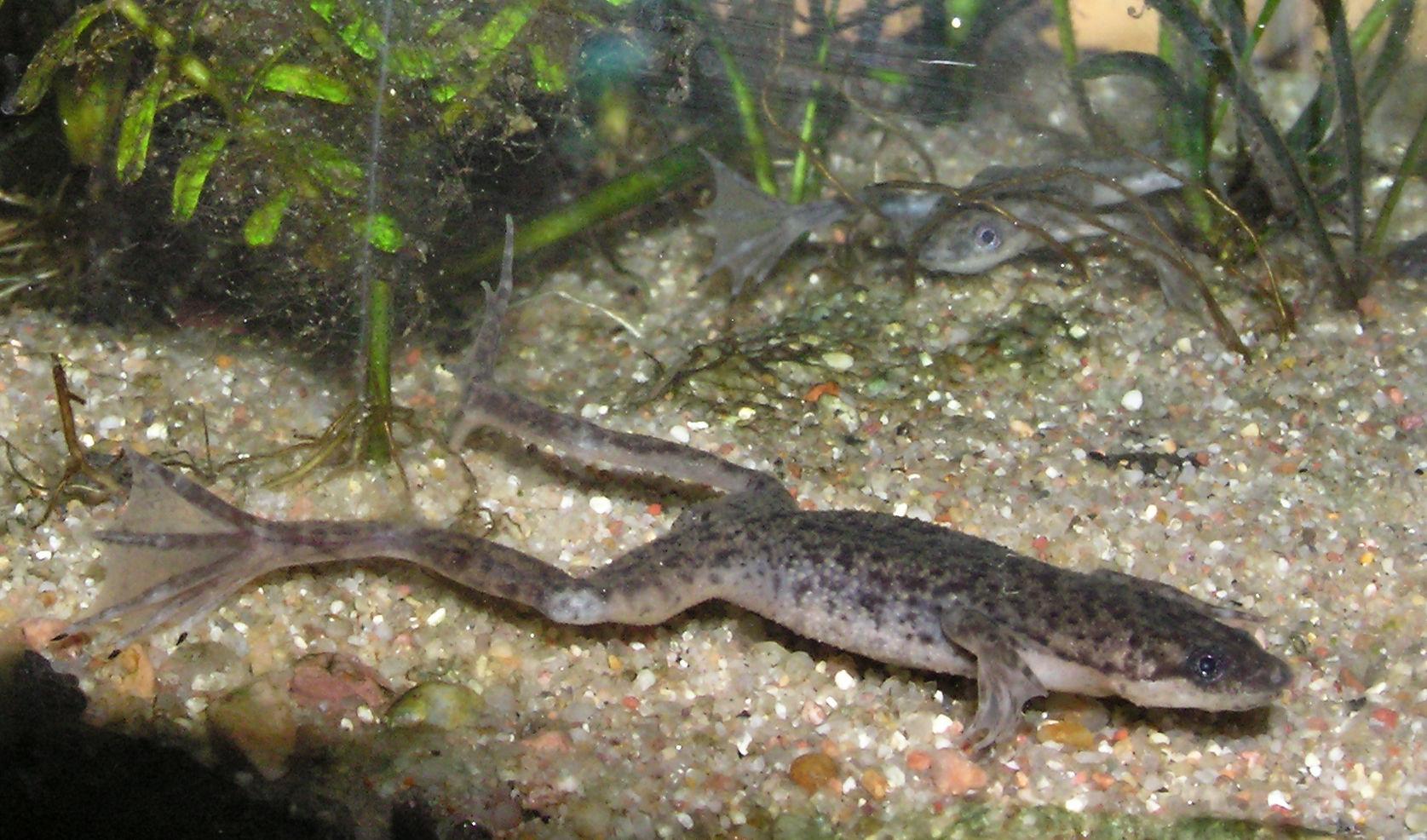
Hymenochirus boettgeri